# Red Dirt
Red Dirt (englisch für Rote Erde oder Roter Schmutz) ist ein Subgenre der Countrymusik, das aus Oklahoma stammt.

## Stil und Definition

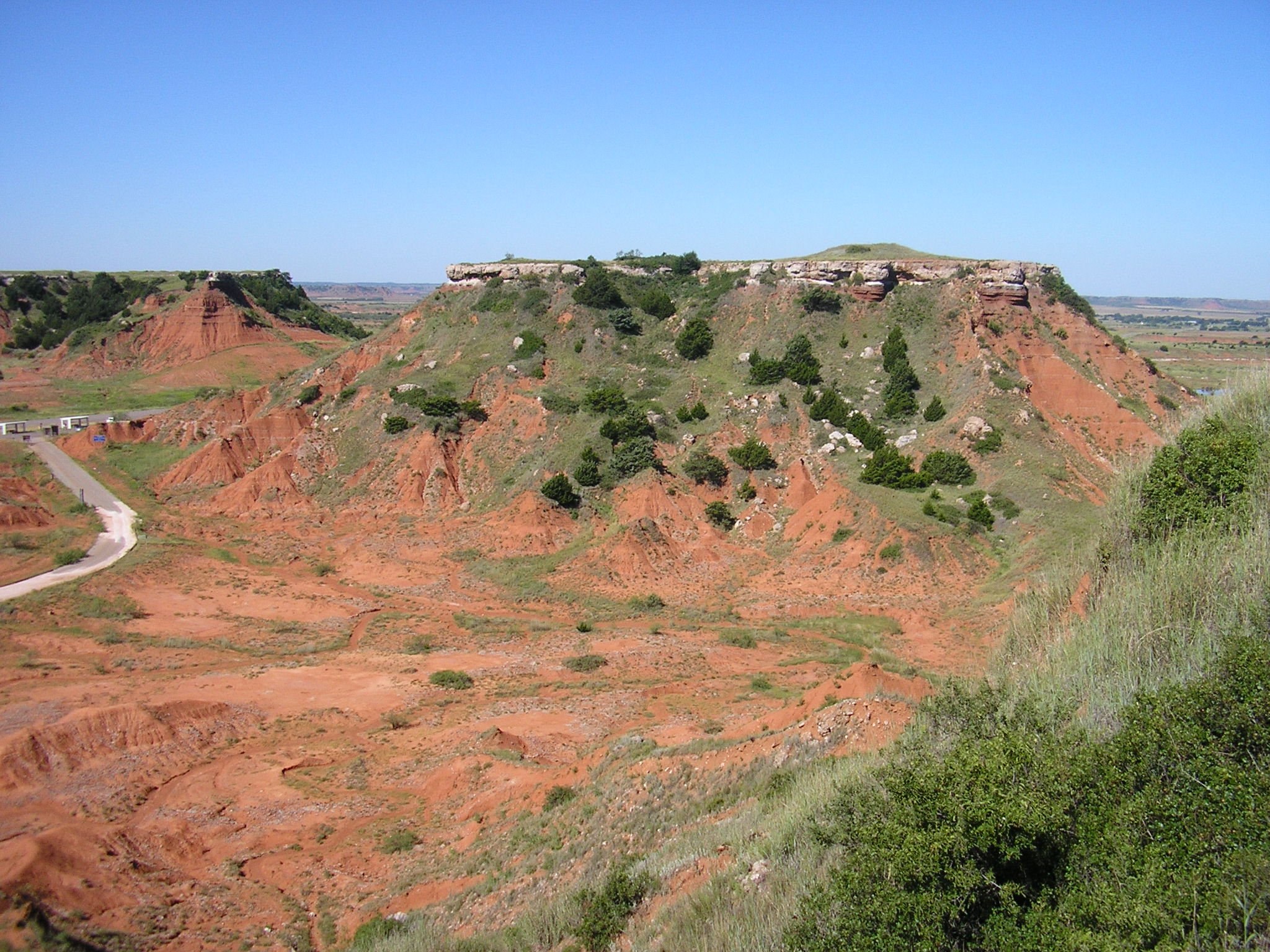
Seinen Namen verdankt das Genre dem roten Boden Oklahomas.

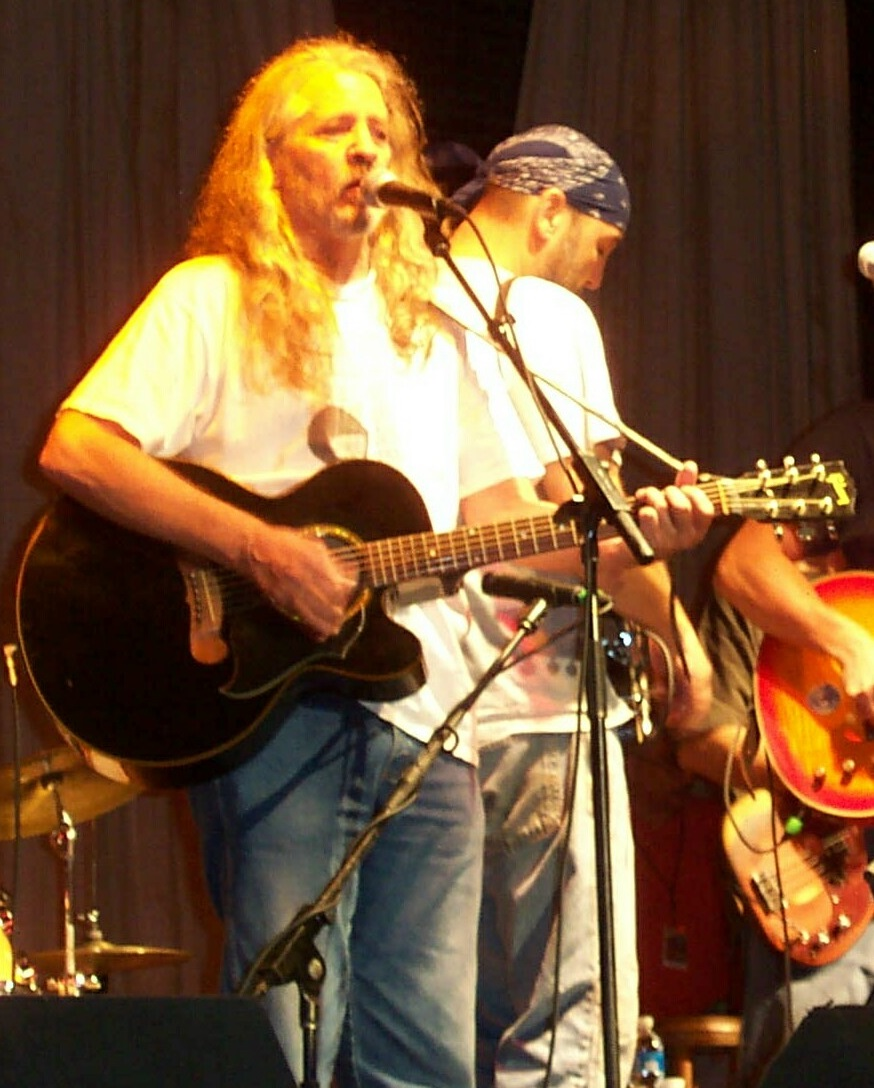
Bob Childers, der „Godfather of Red Dirt“

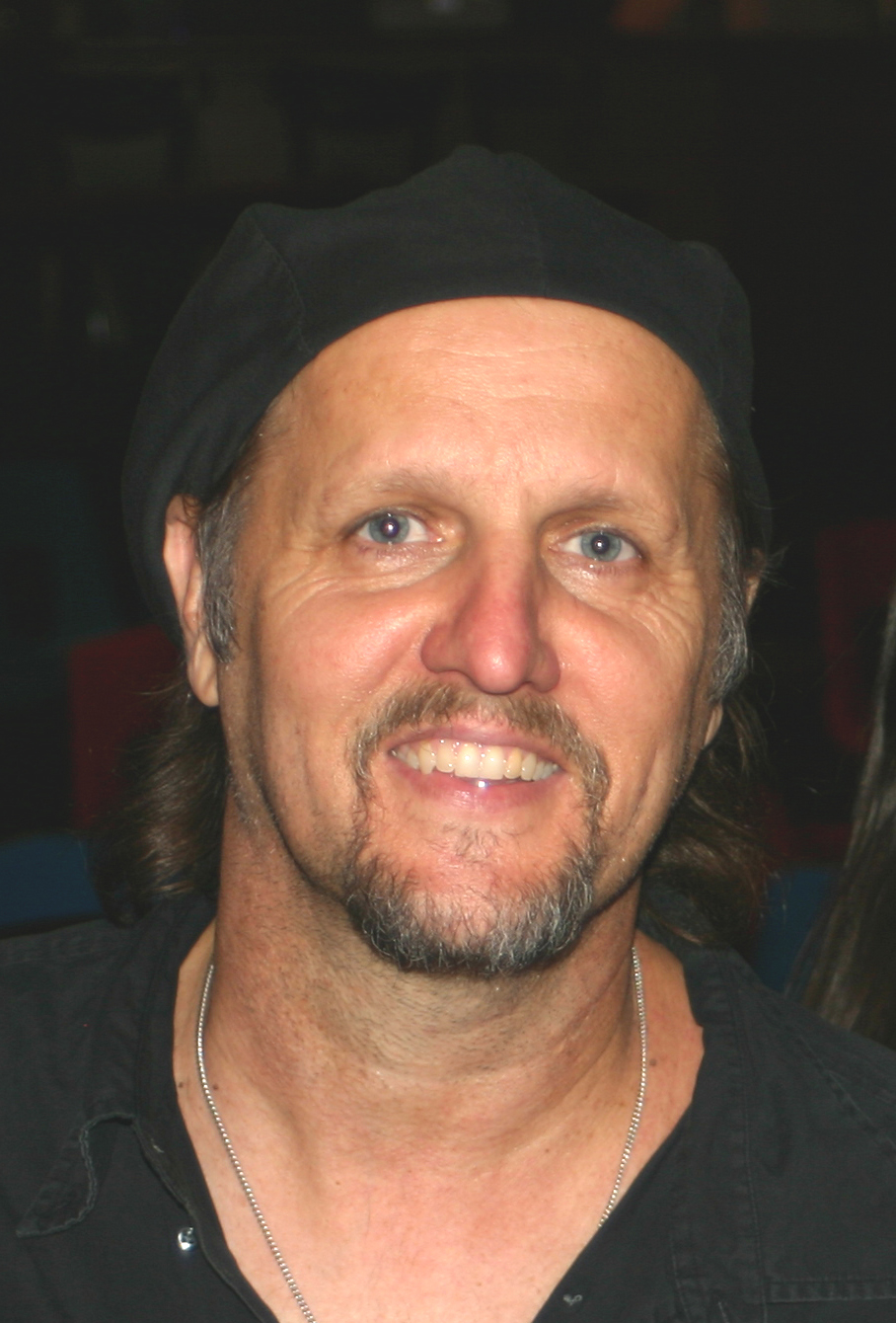
Jimmy LaFave, einer der Pioniere der Red-Dirt-Szene

Der Name Red Dirt kommt von dem roten Boden, den es in Oklahoma gibt. Er ist die Folge des hohen Eisenoxidgehalts im US-Staat.
Die Red-Dirt-Szene hat ihren Ursprung in der Kleinstadt Stillwater in Oklahoma. Dort entwickelte sich in den frühen 80er-Jahren eine neue Spielart der Countrymusik. Parallel dazu ist im Nachbarstaat Texas ein Genre entstanden, das viele Ähnlichkeiten zum Red Dirt aufweist und als Texas Country bekannt ist. In den letzten Jahren haben sich beide Szenen weiter angenähert.
Stilistisch bewegt sich die Musik zwischen vielen Subgenres der Countrymusik. Die Szene grenzt sich klar vom Nashville-Mainstream ab. Viele Red-Dirt-Musiker sehen in Nashville den Inbegriff des Kommerz und stellen die künstlerische Seite ihres Berufs im Gegensatz zur finanziellen in den Vordergrund. Die klassische Countrymusik wird dabei mit neueren Spielarten, vor allem aus dem Bereich der Rockmusik vermischt. Weiterhin wird die Musik von Bluegrass, Americana, Western Swing und Blues beeinflusst. Einige ältere Musiker lassen zudem Elemente aus der Folkmusik einfließen. Als Vorbilder geben die Interpreten sowohl klassische Countrymusiker wie Willie Nelson und George Jones, Rockbands wie die Eagles und Led Zeppelin, als auch Folkmusiker wie Bob Dylan und vor allem Woody Guthrie an.
Kritisiert wird teilweise, dass sich die verschiedenen Bands in ihrem Sound zu stark unterscheiden, um von einem eigenständigen Subgenre sprechen zu können. So erklärte der Musiker Tom Skinner, er sehe Red Dirt eher als eine Gemeinschaft von Musikern, denn als eine Stilrichtung an. Als Begründung gab er die Verschiedenheit der unterschiedlichen Bands an. Aus diesen Gründen werden die Künstler von Kritikern als alternative Country-Musiker eingeordnet.

## Geschichte und Interpreten
Nach dem Tod Woody Guthries im Jahr 1967 wurde dieser in Oklahoma zur Legende. Viele Folkmusiker erklärten ihn zu ihrem Vorbild und coverten seine Songs. In den frühen 1970er Jahren wurde der Begriff Red Dirt zum ersten Mal in einem musikalischen Kontext benutzt, als er 1972 im Titel eines Blues-Liedes vorkam. In dieselbe Zeit fällt die Gründung des Labels Red Dirt Records durch den Gitarristen Steve Ripley und seine Band Moses. Der Begriff tauchte in den Jahren darauf auch in Veröffentlichungen anderer Künstler wie Jimmy LaFave auf.
Ein weiteres Ereignis, das für das Entstehen der Szene verantwortlich gemacht wird, ist die Anti-Atomkraft-Bewegung in Oklahoma. Diese erreichte 1973 ihren Höhepunkte, als es den Protestlern gelang, den geplanten Bau eines Atomkraftwerkes im Rogers County zu verhindern. Zu den Aktivisten gehörten auch Künstler wie Randy Crouch, Bob Childers und Chuck Dunlap.
Die Szene entstand ab 1979, als sich die Künstler wie LaFave, Childers oder die Red Dirt Rangers auf der „Farm“ trafen. Diese erste Gruppe von Musikern diente der späteren Generation als Inspiration. In der Farm – einem abseits von Stillwater gelegenen Gebäude – konnten die Musiker ungestört feiern und Musik machen. Ihre Bedeutung unterstrich John Cooper von den Red Dirt Rangers, indem er sie als „Red Dirt Musikschule“ bezeichnete. Die Farm, die in der Folgezeit von unterschiedlichen Personen gemietet wurde, war mehr als zwei Jahrzehnte lang der Treffpunkt für die Künstler und der Mittelpunkt der Szene. Sie gab es noch bis zum Jahr 2003, als sie schließlich niederbrannte.
Während der 1990er-Jahre gründeten sich neue Bands und veränderten den Stil weiter; brachten zum Beispiel vermehrt Elemente aus der Rockmusik ein. Zudem konnte die Musik durch erste kleinere kommerzielle Erfolge an Bekanntheit gewinnen. Verantwortlich hierfür war vor allem die – 1992 gegründete – Band The Great Divide. Diese unterschrieb im August 1997 als erste Gruppe der Szene einen Vertrag bei einem Major Label und war in der Folge auch die erste, die mit einer Veröffentlichung die Billboard-Countrycharts erreichen konnte. Während der 2000er-Jahre kamen weitere Bands hinzu, die regelmäßig Charterfolge feiern konnten: unter anderem Cross Canadian Ragweed, Jason Boland & the Stragglers, Stoney LaRue und The Departed.
In den letzten Jahren haben sich Red Dirt und Texas Country immer mehr angenähert. Die geografische Nähe hat dazu geführt, dass sich einige Bands nicht festlegen möchten, zu welcher der beiden Szenen sie gehören. Häufig werden diese Künstler unter dem Begriff Texas Country/Red Dirt zusammengefasst, womit keine Unterscheidung mehr gemacht wird. Hinzu kommt, dass die Red-Dirt-Künstler nicht mehr ausschließlich in Oklahoma angesiedelt sind, weil das Genre in den letzten Jahren auch in anderen Regionen der Welt Bekanntheit erlangt hat; so gibt es mittlerweile auch in Europa Bands, die sich der Stilrichtung zuordnen.

## Filme
- North of Austin, West of Nashville: Red Dirt Music (Dokumentarfilm, USA 2007)
- Red Dirt: Songs From The Dust (Dokumentarfilm, USA 2009)